# Reengineering
Reengineering (ang. re-engineering lub business process re-engineering) – koncepcja biznesowa polegająca na wprowadzaniu radykalnych zmian w procesach biznesowych. Celem zmian jest osiągnięcie maksymalnej efektywności organizacji oraz redukcja kosztów.
Koncepcja reengineeringu została przedstawiona po raz pierwszy przez Michaela M. Hammera w 1990 roku w artykule opublikowanym w „Harvard Business Review“. Wspólnie z Jamesem A. Champy w 1993 roku wydał książkę Re-engineering the corporation: A manifesto for business revolution, która sprzedała się w ponad 2,5 mln egzemplarzy i była ponad rok na liście bestsellerów New York Times.
Reengineering nie podaje gotowych recept postępowania. Jest to metoda kosztowna, więc zmian należy dokonywać tylko wtedy, gdy wskazuje na to rachunek ekonomiczny.

## Definicja
Reengineering to fundamentalne przemyślenie od nowa i radykalne przeprojektowanie procesów w firmie, prowadzące do drastycznej (przełomowej) poprawy osiąganych wyników (np. koszty obsługi, obsługa klientów, szybkość).
Według Zbigniewa Martyniaka celem tej metody jest również aktualizacja potrzeb klientów.
Rozwinięcie definiowalnych pojęć:
- fundamentalne przemyślenie – dokładna analiza aktualnego procesu lub działań, odpowiedź na pytanie, dlaczego właśnie w taki sposób wygląda proces i jak możemy go zmodyfikować.
- radykalne przeprojektowanie – całkowite zaprojektowanie procesu od nowa.
- drastyczna poprawa – osiągnięcie poprawy procesu o co najmniej 25%. Poniżej tej granicy możliwe jest osiągnięcie poprawy procesu dzięki zwykłym modyfikacjom lub innowacjom. Zmiana procesów powinna przynieść konkretną korzyść dla klienta.

## Zasady reengineeringu
- Zastąpienie komórek funkcjonalnych w firmie, przez zespoły odpowiedzialne za konkretny proces biznesowy
- Zastępowanie prostych zadań, przez pracę wielowymiarową
- Zmianę roli pracowników z wykonawców, w kreatorów rozwiązań (np. współuczestniczą w procesie tworzenia produktu)
- Ograniczanie kontroli i zwiększanie autonomii stanowisk w firmie
- Wynagradzanie pracowników za wyniki, a nie za samą aktywność
- Zmianę roli przełożonych (z funkcji kontrolnej na koordynującą i inspirującą)
- Zmianę struktur hierarchicznych (demokratyzacja procesów zarządzania)
- Gromadzenie informacji w jednym, ogólnodostępnym banku danych

## Fazy reengineeringu
Proces realizacji projektu przebiega według następujących faz:
1. Wybór procesu (procesów) do rekonstrukcji
2. Utworzenie zespołu odpowiedzialnego za przeprowadzenie zmian
3. Zrozumienie procesu
4. Rekonstrukcja procesu
5. Wdrożenie doskonałego procesu

## Przyczyny niepowodzeń
Stosunkowo niewielka liczba pełnych wdrożeń koncepcji, zakończyła się spektakularnym sukcesem. Jednak w firmach, w których się to udało, zanotowano radykalne, skokowe wzrosty efektywności działania. Przyjmuje się, że w zależności od rodzaju procesów wdrażanie trwa około 2–3 lata.
Jako przyczyny nieudanych wdrożeń wymienia się:
- Nierealistyczne oczekiwania zarządzających w związku z wprowadzeniem tej koncepcji
- Nieodpowiednie zasoby (ludzkie i finansowe) przeznaczone do realizacji
- Zbyt długi czas realizacji
- Brak odpowiedniego wsparcia ze strony kadry menedżerskiej
- Niewłaściwie określony zespół projektowy
- Nadmierna koncentracja na zmianach technologicznych
- Błędne przekonanie o wymaganiach koncepcji
- Brak stosowania odpowiedniej metodyki zmiany procesów

## Inne metody
Inne metody wykorzystujące doskonalenie procesów:
- doskonalenie procesów biznesowych (business process improvement)
- ciągłe doskonalenie (continuous improvement)
- lean management